# Třináctková soustava
Třináctková nebo tredecimální soustava je zřídka používaná číselná soustava o základu 13. Obvykle se v ní používají číslice desítkové soustavy (0-9) doplněné o písmena A (hodnota 10), B (hodnota 11) a C (hodnota 12). 
Pro matematické operace není třináctková soustava příliš praktická, neboť 13 je prvočíslo. Z toho např. plyne, že všechny zlomky kromě těch se jmenovateli dělitelnými 13 mají neukončený rozvoj.

## Srovnání s desítkovou soustavou
| Číslo v desítkové soustavě | Číslo ve třináctkové soustavě |
| -------------------------- | ----------------------------- |
| 1                          | 1                             |
| 2                          | 2                             |
| 3                          | 3                             |
| 4                          | 4                             |
| 5                          | 5                             |
| 6                          | 6                             |
| 7                          | 7                             |
| 8                          | 8                             |
| 9                          | 9                             |
| 10                         | A                             |
| 11                         | B                             |
| 12                         | C                             |
| 13                         | 10                            |
| 100                        | 79                            |
| 169                        | 100                           |
| 1000                       | 5BC                           |
| 10 000                     | 4223                          |
| 100 000                    | 36 694                        |
| 1 000                      | 290 221                       |